# Стівен Брайс
Стівен Хосе Брайс Валеріо (ісп. Steven José Bryce Valerio; 16 серпня 1977, Сан-Хосе, Коста-Рика) — колишній костариканський футболіст, атакувальний півзахисник, відомий за виступами за «Алахуеленсе», «Сапріссу» і збірну Коста-Рики. Учасник чемпіонату світу 2002 року в Японії та Південній Кореї, чотирьох Золотих кубків КОНКАКАФ та двох Кубків Америки.

## Клубна кар'єра
Брайс вихованець клубу «Сапрісса». У 1996 році він почав свою кар'єру відігравши сезон за команду «Гойкочеа», куди був відданий в річну оренду. У 1997 році Стівен повернувся в рідний клуб, у складі якого двічі виграв чемпіонат Коста-Рики.
У серпні 2000 року він перейшов в «Алахуеленсе». У новій команді він відразу став одним з лідерів і допоміг клубу чотири рази виграти чемпіонат, а також завоювати Кубок чемпіонів КОНКАКАФ і Клубний кубок UNCAF.
У 2004 році Брайс залишив Південну Америку і намагався закріпитися в Європі, виступаючи за кіпрський «Анортосіс» і грецький «ОФІ».
Після кількох невдалих сезонів він повернувся на батьківщину, де після недовгого виступи за «Бруйяс», відправився в Гондурас. Стівен по сезону відіграв за «Марафон» і «Мотагуа» та допоміг останньому завоювати Клубний кубок UNCAF.
2008 рік Брайс провів на батьківщині в «Універсідад де Коста-Рика», після чого поїхав в австралійський «Брисбен Роар». 23 січня 2010 року в матчі проти «Норт Квінсленд Фурі» він дебютував в А-Лізі, але зігравши в чотирьох зустрічах Стівен вирішив завершити кар'єру.

## Міжнародна кар'єра
На молодіжному рівні Брайс грав в 1997 році на молодіжному чемпіонату світу, що відбувся в Малайзії, зігравши у всіх трьох матчах команди і забивши гол в матчі проти Парагваю (1:1), проте його збірна не вийшла з групи.
21 січня 1998 року в товариському матчі проти збірної Гондурасу Брайс дебютував за збірну Коста-Рики.
Золотий кубок КОНКАКАФ 2000 року став першим великим турніром для Стівена у складі національної команди. У 2001 році він взяв участь у Кубку Америки. На турнірі Брайс зіграв у матчах проти Гондурасу, Болівії і Уругваю. У поєдинку проти Болівії він забив один з м'ячів.
У 2002 році Стівен вдруге зіграв на Золотому кубку КОНКАКАФ. Він провів чотири зустрічі проти Мартиніки, Тринідаду і Тобаго, Південної Кореї і США і став фіналістом турніру. У тому ж році Стівен зіграв на Чемпіонаті світу в Японії і Південній Кореї. Він взяв участь у поєдинках проти збірних Китаю, Туреччини і Бразилії, а також відзначився двома гольовими передачами проти Бразилії і Туреччини.
У 2003 році Брайс втретє взяв участь в Золотому кубку КОНКАКАФ. На турнірі він зіграв в поєдинках проти збірних Канади, Куби, Сальвадора, Мексики і США і забив два голи.
У 2004 році Стівен взяв участь у Кубку Америки в Перу. На турнірі він зіграв в поєдинках проти збірної Чилі, Парагваю, Колумбії і Бразилії.
У 2005 році у складі збірної він вдруге став володарем Центральноамериканського кубка. У тому ж році Стівен в четвертий раз зіграв на Золотому кубку КОНКАКАФ. На турнірі він зіграв у зустрічах проти Канади, Куби, США і Гондурасу.

## Досягнення

### Командні
Сапрісса
- Чемпіон Коста-Рики: 1997/98, 1998/99

 Алахуеленсе
- Чемпіон Коста-Рики: 2000/01, 2001/02, 2002/03, 2003/04
- Володар Кубка чемпіонів КОНКАКАФ: 2004
- Володар Клубного кубка UNCAF: 2002

 Мотагуа
- Володар Клубного кубка UNCAF: 2007

### Міжнародні
Коста-Рика
- Переможець Центральноамериканських ігор: 1997
- Переможець Кубка центральноамериканських націй: 1999, 2003
- Фіналіст Золотого кубка КОНКАКАФ: 2002